# Contea di Luzerne
La contea di Luzerne (in inglese Luzerne County) è una contea dello Stato della Pennsylvania, negli Stati Uniti d'America. La popolazione al censimento del 2000 era di 319 250 abitanti. Il capoluogo di contea è Wilkes-Barre.

## Geografia
La contea si trova nella parte orientale dello Stato. La contea è delimitata dal fiume Lehigh a sud-est. È costituita principalmente da un territorio di dorsali e valli, drenato dal fiume Susquehanna, che attraversa la contea da nord-est a sud-ovest. Altri corsi e bacini idrici includono i laghi Harveys e Crystal e i bacini di Huntsville e Pikes Creek.

### Contee confinanti
- Contea di Wyoming - nord
- Contea di Lackawanna - nord-est
- Contea di Monroe - est
- Contea di Carbon - sud-est
- Contea di Schuylkill - sud
- Contea di Columbia - ovest
- Contea di Sullivan - nord-ovest

## Storia
La contea fu istituita nel 1786 e prende il nome da Anne César, chevalier de la Luzerne, ministro francese presso gli Stati Uniti durante la Rivoluzione americana.

## Centri abitati[3]

### City
- Hazleton
- Nanticoke
- Pittston
- Wilkes-Barre (capoluogo)

### Borough
| - Ashley - Avoca - Bear Creek Village - Conyngham - Courtdale - Dallas - Dupont - Duryea - Edwardsville - Exeter | - Forty Fort - Freeland - Harveys Lake - Hughestown - Jeddo - Kingston - Laflin - Larksville - Laurel Run - Luzerne | - Nescopeck - New Columbus - Nuangola - Penn Lake Park - Plymouth - Pringle - Shickshinny - Sugar Notch - Swoyersville - Warrior Run | - West Hazleton - West Pittston - West Wyoming - White Haven - Wyoming - Yatesville |

### Township
| - Bear Creek - Black Creek - Buck - Butler - Conyngham - Dallas - Dennison - Dorrance - Exeter - Fairmount - Fairview - Foster - Franklin | - Hanover - Hazle - Hollenback - Hunlock - Huntington - Jackson - Jenkins - Kingston - Lake - Lehman - Nescopeck - Newport - Pittston | - Plains - Plymouth - Rice - Ross - Salem - Slocum - Sugarloaf - Union - Wilkes-Barre - Wright |